# Červenec 2011
1. července – pátek
- V Karlových Varech začal 46. ročník prestižního Mezinárodního filmového festivalu. Na zahájení, které moderoval Marek Eben, se objevili například prezident Václav Klaus, ministr kultury Jiří Besser, předsedkyně parlamentu Miroslava Němcová nebo britská herečka Judi Dench. Festival končí v sobotu 9. července.[1]
- V Praze zemřel slovenský výtvarník Ján Mančuška. Ve věku 39 let podlehl dlouhé nemoci.[2]
- Ruský ministr obrany Anatolij Serďukov oznámil, že Rusko má v plánu umístit v Arktidě dvě zvláštní vojenské jednotky, které by chránily jejich zájmy v této oblasti. Mohly by být umístěny v Murmansku nebo Archangelsku.[3][nedostupný zdroj]
- Čína oslavila 90. výročí vzniku komunistické strany. Čínský prezident Chu Ťin-tchao stranu při této příležitosti ocenil za schopnost přizpůsobit se a přežít a oznámil, že komunistická strana musí tyto schopnosti použít při boji proti korupci a při zmírňování sociálních konfliktů, pokud se chce udržet u moci.[4][nedostupný zdroj]
- Polsko převzalo od Maďarska předsednictví Evropské unie.[5]

2. července – sobota
- Petra Kvitová vyhrála nejslavnější tenisový turnaj světa Wimbledon, když ve finále porazila Marii Šarapovovou 6–3 a 6–4.[6]
- V Maroku se v referendu vyslovilo 98,5 % hlasujících pro omezení pravomocí krále, které navrhl současný král Muhammad VI. Opozice označila hlasování za zmanipulované a hovoří o nedostatečnosti změn.[7]
- V nemocnici Alberta Einsteina v Sao Paulu v Brazílii ve věku 81 let zemřel na leukémii exprezident Itamar Franco. Prezidentka Dilma Rousseffová vyhlásila v Brazílii sedmidenní státní smutek.[8]

3. července – neděle
- Novak Djoković vyhrál tenisový turnaj Wimbledon, když ve finále porazil Rafaela Nadala 6–4, 6–1, 1–6 a 6–3.[9]
- Téměř 160 000 litrů ropy uniklo do řeky Yellowstone v americkém státě Montana. Bylo znečištěno několik desítek kilometrů řeky a úřady dočasně evakuovaly několik stovek obyvatel, žijících na jejím břehu.[10]
- V centru Minska se shromáždilo několik stovek aktivistů. Policie proti nim zasáhla slzným plynem a několik desítek jich zatkla.[11][nedostupný zdroj]
- Dodávky ropy z Egypta do zahraničí byly v důsledku výbuchu v přečerpávací stanici v Nagáhu zastaveny. Výbuch způsobila skupina mužů ozbrojených samopaly, kteří na místě položili výbušniny.[12]
- 400 demonstrantů a 188 policistů bylo zraněno během protestu proti stavbě tunelu rychlodráhy TGV mezi Lyonem a Turínem v severoitalském údolí Susa. Podle policie protestovalo 6000 lidí a podle organizátorů akce 50 000. 25 lidí policie zadržela.[13]
- Ukrajinský boxer Vladimir Kličko v Německu na hamburském fotbalovém stadionu HSH Nordbank Arena porazil svého britského soupeře Davida Hayeho.[14] Tento významný boxerský zápas začal v sobotu 2. července krátce před půlnocí a skončil v neděli po půlnoci.[15]

4. července – pondělí
- V Soči probíhají jednání mezi NATO a Ruskem o útocích NATO proti Libyi.[16]
- Japonští výzkumníci objevili v mezinárodních vodách mezi Tahiti a Francouzskou Polynésií v hloubce 3500 až 6000 metrů ložiska kovů vzácných zemin. Tento objev může zachránit prudce se rozvíjející oblast nanotechnologie i polovodičové elektroniky.[17]
- Podle několika organizací, například Amnesty International, sledujících dodržování lidských práv v Libyi, jsou zprávy o zvěrstvech páchaných vojáky libyjského vůdce Muammara Kaddáfího jen výmysly ospravedlňující útoky NATO v této zemi.[18]
- V Pöckingu v Bavorsku zemřel politik Otto von Habsburg. Syn císaře Karla I. se dožil 98 let.[19]

5. července – úterý
- Odvolací soud v Haagu rozhodl, že Nizozemsko je zodpovědné za smrt tří bosenských muslimů, kteří zemřeli během masakru v Srebrenici. Soud současně nařídil nizozemské vládě vyplatit příbuzným obětí odškodnění.[20]
- Lesní požáry v Rusku zpustošily oblast o rozloze 1495 hektarů a ještě se rozšířily, i když se hasičům povedlo 78 požárů uhasit. Nejvíce je postižena Republika Komi a Burjatsko s Archangelskou a Irkutskou oblastí.[21]
- Dánsko obnovilo stálé celní kontroly na svých hranicích s Německem a Švédskem.[22]
- V Rudém moři se utopilo 197 uprchlíků ze Súdánu. Na jejich lodi, která mířila do Saúdské Arábie, vypukl požár.[23]

6. července – středa
- Ve věku 81 let zemřel světově uznávaný český houslista Josef Suk, vnuk skladatele Josefa Suka a pravnuk Antonína Dvořáka.[24]
- Mezinárodní olympijský výbor rozhodl v jihoafrickém Durbanu o hostitelském městě Zimních olympijských her v roce 2018. Pořadatelem bude jihokorejský Pchjongčchang, který v prvním kole hlasování získal 63 hlasů, tedy nadpoloviční většinu.[25]

7. července – čtvrtek
- V Londýně proběhla světová premiéra druhé části 7. dílu čarodějnické ságy o Harry Potter. Film nese název Harry Potter a Relikvie smrti – část 2.[26]
- V platnost vstoupila dohoda o vymezení námořní hranice v Barentsově moři mezi Ruskem a Norskem. Oba státy si tak rozdělily spornou oblast, na které se podle odhadů nachází zásoby ropy a zemního plynu v řádu miliard tun. Další spory týkající se územních nároků v Arktidě má řešit Organizace spojených národů.[27]
- Ve věku 80 let v Havaně zemřel slavný kubánský kytarista Manuel Galbán, člen známé hudební skupiny Buena Vista Social Club. Manuel Galbán zemřel na následky srdečního záchvatu.[28]
- Ve věku 77 let zemřela česká televizní moderátorka Milena Vostřáková.[29]
- Na desátém kilometru dálnice D1 byla umístěna nová, prozatím zkušební dopravní značka. Má varovat před používáním GPS navigací v okolí této značky, kde právě probíhají stavební úpravy, což by GPS navigace nemusely ještě zaznamenat. Značku nechalo umístit Ministerstvo dopravy ČR, které se inspirovalo v zahraničí.[30]

8. července – pátek
- V 17:29:04 SELČ odstartoval na poslední misi programu Space Shuttle raketoplán Atlantis.[31]

9. července – sobota
- V sobotu oficiálně skončil Mezinárodní filmový festival Karlovy Vary 2011. Velkou cenu – Křišťálový glóbus získal film Restaurátor, Zvláštní cenu poroty vyhrál film Cigán.[32]
- Vznikl nový nezávislý stát – po lednovém referendu byl oficiálně vyhlášen samostatný Jižní Súdán.[33]
- Inflace v Číně, především pod tlakem pokračujícího zdražování potravin, stoupla na 6,4 procenta. To je nejvíce od roku 2008.[34]

10. července – neděle
- V Grand Prix Velké Británie na okruhu v Silverstone vyhrál s automobilem ferrari Španěl Fernando Alonso. Druhý skončil Sebastian Vettel a třetí Mark Webber, oba s vozem značky Red Bull Racing.[35]
- Výkonná rada Mezinárodního měnového fondu schválila další část záchranného úvěru pro Řecko. Předlužená země by musela bez poskytnutí finanční pomoci tento měsíc vyhlásit platební neschopnost.[36]
- 120 kilometrů jihovýchodně od města Lucknow, metropole státu Uttarpradéš na severu Indie vykolejil vlak. 80 lidí zemřelo a 350 bylo raněno.[37][38]
- Na Volze se potopil výletní parník Bulgarija s 208 pasažéry. 12 osob zahynulo a 79 bylo zachráněno. Ruský prezident v reakci na katastrofu vyhlásil státní smutek. [39][40]

11. července – pondělí
- Ve věku 71 let zemřel při nehodě ultralightu český hokejista Jaroslav Jiřík.[41]
- Během protivládních demonstrací v Sýrii došlo k napadení velvyslanectví Spojených států a velvyslanectví Francie. Při útoku na francouzskou ambasádu měly být zraněni 3 bezpečnostní strážci. USA a Francie útoky odsoudily a vyzvaly Sýrii k plnění mezinárodních závazků diplomatické ochrany. [42]
- Na jihu Bangladéše došlo k nehodě autobusu s 80 školáky. 53 jich zahynulo a 15 muselo být hospitalizováno.[43]
- Britské úřady snížily stupeň ohrožení před teroristickým útokem z „vážný“ na „značný“. Rozhodnutí je založeno na základě nejnovějších zpráv tajných služeb.[44]

13. července – středa
- Do České republiky přišla od jihozápadu silná bouře, zasáhla velkou oblast Čech. Škody nadělala na Šumavě, vítr pokácel mnoho stromů, voda vytopila sklepy. Extrémní situaci zažili lidé v Radešově v Rejštejně, kde mimo jiné spadl na chatku v místním kempu strom. Bouře se později přesunula dál a zasáhla i Prahu. Krátce před půlnocí odešla bouře do Polska.[45][46]
- Ve věku 91 let zemřel významný český malíř Zdeněk Sýkora.[47]
- Poslanecká sněmovna schválila novelu zákona o České televizi. Podle ní již nebude na kanálech ČT1 a ČT24 reklama. Na ČT2 a ČT4 se reklama bude vysílat nadále. Změny by měly začít platit od 11. listopadu 2011.[48]
- 21 lidí zemřelo a okolo 141 bylo zraněno během teroristických útoků v indické Bombaji.[49]
- Agentura AFP s odvoláním na studii Čínské akademie společenských věd oznámila, že počet čínských webových stránek se v loňském roce dramaticky snížil (o 41 %) v důsledku přitvrzení vlády v cenzuře internetu. Na konci roku 2010 bylo v Číně evidováno 1,91 milionu webových stránek.[50]

14. července – čtvrtek
- V Ostravě začalo 8. mistrovství Evropy v atletice do 23 let, bude se konat až do neděle 17. července 2011.[51]
- Bylo zastaveno vyšetřování masakru v Devínské Nové Vsi, při němž Ľubomír Harman zastřelil 7 lidí a poté spáchal sebevraždu.[52]
- Jižní Súdán byl přijat za 193. člena Organizace spojených národů.[53]
- Ve věku 76 let zemřel významný česko-německý konstruktivistický výtvarník František Kyncl.[54][nedostupný zdroj]

15. července – pátek
- Spojené státy americké uznaly povstaleckou Přechodnou národní radu za legitimní vládu Libye.[55]
- Ratingová agentura Standard & Poor's dala úvěrové hodnocení Spojených států amerických do režimu pozorování. V důsledku toho se dostaly evropské burzy do poklesu. Podle Standard & Poor's existuje padesátiprocentní šance, že se sníží nejvyšší rating AAA Spojených států amerických, pokud se tamní zákonodárci nedohodnou na navýšení dluhového limitu.[56]
- Ruská banka Sberbank se dohodla na koupi východoevropské divize rakouské firmy Österreichische Volksbanken.[57]
- Na chorvatském ostrově Brač vypukl požár. 200 lidí muselo být evakuováno. Proti živlu zasahuje okolo 150 hasičů.[58][nedostupný zdroj]
- Takzvaný Kongres demokratické společnosti v Diyarbakiru vyhlásil „demokratickou autonomii“ kurdských oblastí. To spolu se čtvrtečním útokem na turecké vojáky nedaleko města Silvan zvýšilo napětí v zemi.[59]
- Během protestů v Chile za zvýšení státní podpory pro školství bylo zraněno 32 policistů a nejméně 54 demonstrantů zadrženo.[60]
- V obci Šindelová nedaleko Sokolova ráno naměřili přízemní teplotu −1,2 °C. Pro 15. červenec je to v Šindelové rekord. Nízkou teplotu způsobila studená fronta, která sem přišla ve středu po velkých vedrech na začátku týdne.[61]

16. července – sobota
- Běh na 200 m na Mistrovství Evropy v atletice do 23 let v Ostravě vyhrál Řek Likoúrgos-Stéfanos Tsákonas s časem 20,56. Druhý skončil Brit James Alaka v čase 20,60 a třetí Čech Pavel Maslák s časem 20,67.[62]
- Americký prezident Barack Obama se navzdory protestům Číny setkal v Bílém domě s dalajlámou.[63]
- Sdružení, každoročně udělující prestižní německou cenu Quadriga, oznámilo, že letos nebude udělena. Důvodem je vlna kritiky, kvůli rozhodnutí ji udělit Vladimiru Putinovi.[64]

17. července – neděle
- Estonka Grit Šadeiková s 6134 body zvítězila v sedmiboji na Mistrovství Evropy v atletice do 23 let v Ostravě. Na druhém místě se umístila Češka Kateřina Cachová se ziskem 6123 bodů a třetí místo obsadila Běloruska Jana Maximovová, která nasbírala 6075 bodů. Cachová se dále kvalifikovala na letošní Mistrovství světa, jež se bude konat v jihokorejském Tegu.[65][nedostupný zdroj]
- Fotbalistky Japonska vyhrály Mistrovství světa v Německu, když ve finále porazily Spojené státy 2:2 po prodloužení a 3:1 na penalty.[66]

19. července – úterý
- V indickém státě Andrapradéš byly objeveny jedny z největších zásob uranové rudy na světě. Zásoby byly odhadnuty na 150 000 tun rudy.[67]
- Americké ministerstvo zahraničí potvrdilo, že jednalo s vyslanci libyjského vůdce Muammara Kaddáfího. Současně oznámilo: „Vzkaz byl prostý a jednoznačný. Kaddáfí se musí vzdát moci, aby mohl začít nový politický vývoj, který bude odrážet vůli a zájmy libyjského lidu„. Mluvčí vlády Muammara Kaddáfího Músa Ibrahím označil rozhovory za důležitý krok při obnově vztahů s USA.[68]

20. července – středa
- V Srbsku byl zadržen poslední hledaný válečný zločinec Goran Hadžić.[69]
- Čínský basketbalista Jao Ming ukončil ve 30 letech profesionální kariéru. Důvodem byly zdravotní potíže s oběma nohama. Jao však bude nadále pracovat ve svém mateřském klubu CBA Shanghai Sharks na personální úrovni.[70]
- Ve věku 88 let zemřel britský malíř německého původu Lucian Freud, vnuk Sigmunda Freuda.[71]
- Ve věku 85 let zemřel český novinář, publicista a komentátor Jiří Ješ.[72]
- Japonsko zasáhl mohutný tajfun Ma-on. 60 lidí bylo zraněno a 1 zemřel.[73]

21. července – čtvrtek
- Raketoplán Atlantis dosedl na přistávací dráhu na floridském Mysu Canaveral. Tím skončila poslední mise programu Space Shuttle.[74]
- Pobřeží Číny je ohrožováno ropnou skvrnou o rozloze 4250 kilometrů čtverečních. Ropa opakovaně unikla z největšího čínského ropného pole mimo pevninu Pcheng-laj v Pochajském zálivu. K prvním únikům došlo již v červnu a k dalším minulý týden, ale úřady o havárii několik týdnů mlčely.[75]
- Ruský prezident Dmitrij Medveděv podepsal zákon, který určuje vysoké pokuty a nucené práce obchodníkům a barmanům za prodej alkoholu dětem.[76]

22. července – pátek
- V Norsku došlo během několika hodin ke dvěma teroristickým útokům. V centru hlavního města Osla explodovala bomba, podle policie zahynulo sedm lidí a je řada zraněných. Krátce po výbuchu v Oslu došlo k útoku na letní tábor mládeže ostrově Utøya. V táboře mělo být 560 lidí a měl zde být i norský premiér Jens Stoltenberg.[77][78]
- Americké ministerstvo obrany oznámilo, že zruší nařízení, které zakazuje mluvit homosexuálním vojákům o své orientaci. Toto pravidlo platí od roku 1993 a za jeho neuposlechnutí bylo propuštěno již na 13 000 vojáků.[79]
- Nejméně 41 lidí uhořelo v přeplněném dvoupatrovém autobusu na dálnici v čínské provincii Che-nan. Přežilo 5 pasažérů a řidič.[80]
- Na Bali se sešli zástupci Severní a Jižní Koreje, aby jednali o jaderném programu KLDR. Obě strany se shodly na potřebě obnovy mezinárodního dialogu a oznámily, že budou usilovat o co nejrychlejší obnovu šestistranných rozhovorů.[81]

23. července – sobota
- V Londýně zemřela zpěvačka Amy Winehouse ve věku 27 let.[82]
- Jednání o navýšení stropu pro státní dluh Spojených států mezi prezidentem Obamou a republikány zkolabovala. Pokud se obě strany nedohodnou do 2. srpna, hrozí bankrot země.[83]
- V Belgii bylo zakázáno nošení muslimských závojů, burek.[84]
- Američtí vědci z Národního úřadu pro letectví a vesmír objevili dosud největší a nejvzdálenější množství vody ve vesmíru. Toto uskupení je 140bilionkrát větší než veškerá voda na planetě Zemi a je od ní vzdáleno 12 miliard světelných let.[85]

24. července – neděle
- Cadel Evans jako první Australan vyhrál Tour de France.[86]
- V referendu o rozpuštění lotyšského parlamentu se 95% Lotyšů vyslovilo pro rozpuštění. Předčasné volby budou nejspíše na podzim.[87][nedostupný zdroj]
- Japonský podnikatelský list Nikkei oznámil, že japonská vláda hodlá vydat dluhopisy za deset bilionů jenů, aby získala peníze na další projekty pro obnovu po březnovém zemětřesení a vlně tsunami. Investoři předpokládají, že výdaje na obnovu po zemětřesení pomohou Japonsku překonat hospodářský útlum.[88]
- Uruguay porazila ve finále Copa América Paraguay 3:0.[89]

25. července – pondělí
- Zemřel Michalis Kakojannis, režisér filmu Řek Zorba.[90]

26. července – úterý
- Berlínský Ústav Roberta Kocha prohlásil střevní epidemii šířenou bakterií Escherichia coli v Německu za ukončenou. [91][nedostupný zdroj]
- Ve věku 107 let zemřela Marie Třešňáková, nejstarší obyvatelka České republiky.[92]
- Při havárii vojenského letadla v Maroku zemřelo 80 lidí.[93]
- Lotyšská národní volební komise potvrdila termín předčasných parlamentních voleb na 17. září.[94]
- Čínská ponorka Ťiao-lung s tříčlennou posádkou sestoupila do hloubky 5057 metrů pod hladinu Tichého oceánu. Čína tak zaujala pevné místo ve velké pětce světového podmořského výzkumu.[95][nedostupný zdroj]
- Kosovské policejní jednotky se pokusily zablokovat dva přechody u hranice se Srbskem. V daném regionu však tvoří většinu Srbové a ti se postavili na odpor. 1 policista by raněn. Kosovský zásah byl kritizován Evropskou unií.[96][nedostupný zdroj]
- Ukrajinský list Segodňa oznámil, že velitelské stanoviště Werwolf, budované za druhé světové války pro nacistického vůdce Adolfa Hitlera u ukrajinského města Vinnica, se stane muzeem.[97][nedostupný zdroj]
- Byla zveřejněna statistická data, která dokazují, že se ve Spojených státech amerických prohlubuje rozdíl mezi bohatými a chudými. Bílí Američané jsou podle dat v průměru dvacetkrát majetnější než Afroameričané a osmnáctkrát ve srovnání s hispánským obyvatelstvem. V roce 1995 byli bílí Američané sedmkrát majetnější než Afroameričané a Hispánci.[98]

27. července – středa
- Americký prezident Barack Obama varoval, že by mohl vetovat republikánský plán úspor. Jde o reakci na prudký několikahodinový propad amerických akcií.[99]
- Zástupce ředitele ruské kosmické agentury Roskosmos Vitalij Davydov oznámil, že Mezinárodní vesmírná stanice ISS bude, podle dohody ruských a amerických expertů, okolo Země zhruba do roku 2020. Původně bylo ukončení plánováno na rok 2013, ale její životnost se ukázala být delší.[100]
- Jihokorejské město Čun-čeon bylo postiženo sesuvy půdy a záplavami, které zabily přes 30 lidí a na 14 000 lidí zůstalo bez dodávek elektrického proudu.[101]
- Finanční skupina PPF získala 100 procent akcií ruského zemědělského holdingu RAV Agro-Pro. RAV Agro-Pro se sídlem ve Voroněži patří k předním zemědělským podnikům takzvané černozemní oblasti středního a jižního Ruska. V rostlinné výrobě hospodaří na 164 500 hektarů půdy v regionech Voronež, Orel, Penza, Rostov na Donu a Kursk a má značné kapacity v živočišné výrobě.[102]

28. července – čtvrtek
- Rusko protestovalo proti rozhodnutí amerického ministerstva zahraničí vydat zákaz vstupu do USA pro zhruba šedesát ruských občanů, kteří jsou spojeni s kauzou ruského právníka Sergeje Magnitského. Magnitskij byl právníkem mezinárodního investičního fondu Hermitage a v roce 2008 byl dán do vazby kvůli podezření z daňových úniků. V roce 2009 ve vězení zemřel. Podle obhájců lidských práv byl uvězněn za obvinění vysoce postavených činitelů ministerstva vnitra z krádeže 5,4 miliardy rublů ze státního rozpočtu a zemřel v důsledku fyzického útoku bachařů.[103][nedostupný zdroj]
- Kyperská vláda odstoupila. Důvodem jsou následky výbuchu největší elektrárny v zemi a snížení ratingového hodnocení země.[104]
- Zpráva polské vyšetřovací komise vedené polským ministrem vnitra Jerzym Millerem, přiznává, že větší část viny za havárii polského speciálu z ruského Smolenska, při níž 10. dubna 2010 zahynul polský prezident Lech Kaczyński s doprovodem, je na polské straně.[105]
- Sever Filipín, byl zasažen tropickou bouří Nock-10. 35 lidí zemřelo a dalších 25 je pohřešováno.[106]
- Sobotní srážku rychlovlaků v čínském městě Wen-čou, která si vyžádala 39 životů, způsobila chyba na signalizačním zařízení. Příčina nehody zpochybnila bezpečnost sítě rychlodrah, které Čína buduje.[107]
- Povstalci zaútočili na sídlo guvernéra afghánské provincie Uzurgán. Nejméně 18 lidí zabili a 35 zranili. Mezi mrtvými byli vojáci i civilisté.[108]
- Podle zprávy OSN vláda Eritreje plánovala útoky během lednového zasedání šéfů států Africké unie v Addis Abebě.[109]
- Prezidentem Peru byl inaugurován Ollanta Humala.
- Ve věku 87 let zemřel český herec Steva Maršálek.[110]

29. července – pátek
- Náčelník generálního štábu libyjských povstalců Abdal Fatah Júnis byl zastřelen poté, co byl předvolán před soudní výbor v záležitosti vojenských operací proti režimu libyjského vůdce Muammara Kaddáfího.[111]
- Republikáni ve Sněmovně reprezentantů amerického Kongresu zablokovali plán na krátkodobé navýšení dluhového stropu, který navrhl jejich předseda John Boehner. Pokud nedojde k navýšení ze současných 14,3 bilionu dolarů do příštího úterý, nebude vláda schopná platit účty, což by mohlo vyvolat nejen turbulence na globálních finančních trzích, ale i vehnat USA zpět do recese.[112]
- Při srážce dvou lodí na řece Kongo na severozápadě Demokratické republiky Kongo zemřelo nejméně 50 lidí. Dalších 35 lidí je pohřešováno a 115 lidí bylo zachráněno.[113]
- 21 lidí zemřelo a 16 je pohřešováno po důlních neštěstích na východě Ukrajiny.[114]
- Ve středoslovenské obci Lom nad Rimavicou byl dnes odhalen památník obětem havárie československého vojenského letadla, při níž v roce 1956 zahynulo 21 důstojníků československé armády.[115]

30. července – sobota
- Vrchní velitel turecké armády Išik Košaner a velitelé pozemních, vzdušných i námořních sil, na protest proti nedávnému uvěznění několika dalších armádních špiček, rezignovali. Celkem je kvůli údajnému spiknutí s cílem svrhnout vládnoucí stranu ve vazbě přes čtyřicet tureckých generálů.[116]

31. července – neděle
- Vyjednávači republikánů a demokratů dospěli podle americké televize ABC k předběžné dohodě o zvýšení limitu zadlužení Spojených států. Strop pro zadlužení se má zvýšit ze současných 14,29 bilionu o 2,4 bilionu dolarů.[117]
- 100 000 lidí v Izraeli protestovalo proti vysokým nájmům.[118]
- Ruská policie v Moskvě, Petrohradu a Nížném Novgorodu, zatkla okolo 110 demonstrantů.[119]
- V čínském městě Kašgar v Ujgurské autonomní oblasti Sin-ťiang došlo o víkendu k násilnostem, které stály život 11 lidí a dalších 28 bylo zraněno.[120]